# Libythea libera
Libythea libera är en fjärilsart som beskrevs av Nicéville 1890. Libythea libera ingår i släktet Libythea och familjen praktfjärilar. Inga underarter finns listade i Catalogue of Life.